# Radio Patrol
Radio Patrol é um seriado estadunidense de 1937, gênero ação, dirigido por Ford Beebe e Clifford Smith, em 12 capítulos, estrelado por Grant Withers, Adrian Morris e Kay Hughes. O seriado foi produzido e distribuído pela Universal Pictures, e veiculou nos cinemas estadunidenses a partir de 15 de outubro de 1937. Foi o último seriado dirigido por Clifford Smith, que morreria em 17 de setembro de 1937, um mês antes do lançamento do seriado.
Foi baseado nas histórias em quadrinhos Radio Patrol, de Eddie Sullivan e Charles Schmidt.

## Sinopse
Pat O' Hara, um oficial de polícia,  e a jovem Molly Selkirk tentam impedir uma quadrilha internacional de se apoderar de uma fórmula para um novo aço flexível à prova de balas.

## Elenco
- Grant Withers … Oficial Pat O'Hara
- Adrian Morris … Oficial Sam Maloney
- Kay Hughes … Molly Selkirk
- Mickey Rentschler .. Pinky Adams
- Silver Wolf … Irish, um Setter irlandês
- Gordon Hart … W.H. Harrison
- Frank Lackteen … Mr. Tahata/Warner o Grande
- C. Montague Shaw … Mr. Wellington
- Harry Davenport … John P. Adams, inventor
- Wheeler Oakman … Stevens
- Max Hoffman Jr. … Harry Selkirk
- Jack Mulhall … Sargento Desk
- Earl Dwire … Jeremiah Crockett
- Leonard Lord … Franklin
- Dick Botiller … Zutta
- Tom London … Eddie
- Monte Montague ... James Pollard (não-creditado)

## Produção
Radio Patrol foi baseado nas histórias em quadrinhos Radio Patrol, de Eddie Sullivan e Charles Schmidt.

## Capítulos
1. A Million Dollar Murder
2. The Hypnotic Eyes
3. Flaming Death
4. The Human Clue
5. The Flash of Doom
6. The House of Terror
7. Claws of Steel
8. The Perfect Crime
9. Plaything of Disaster
10. A Bargain with Death
11. The Hidden Menace
12. They Get Their Man

Fonte: